# ناتان اوونز
ناتان اوونز (به انگلیسی: Nathan Owens) (زاده ۹ مارس ۱۹۸۴) بازیگر، تهیه کننده و مدل آمریکایی است.
از فیلم‌های معروف او می‌توان به بازی در مجموعه تلویزیونی خدمتکاران حیله‌گر اشاره کرد

## زندگی شخصی
ناتان جان اوونز در سال ۱۹۸۴ از دیانا ماکسول و ناتان اونز پدر در دیلی سیتی زاده شد.  خانواده وی بعداً از دیلی سیتی ، کالیفرنیا به ساکرامنتو نقل مکان کردند و در آنجا تحصیلات خود را به پایان رساند. 
او روی بازوی خود نام خواهر بزرگترش آنیسا را خال کوبی کرده است - که وی را مجذوب وی برای مدل سازی کرد.  
نام میانی وی به افتخار و یادبود پدربزرگ مادری او، جان ماکسول، کهنه سرباز جنگ جهانی دوم است. 
مادربزرگش مری ماکسول در سال ۲۰۱۱ درگذشت.
هنگامی که او در سال ۲۰۰۷ شروع به مدلینگ کرد ، یک کمپین با عکاس مشهور ، بروس وبر ، در نیویورک ، او را وادار کرد که به نیویورک برود.  وی پس از ۶ ماه زندگی در آنجا ، شغل میزبانی یک شرکت تابعه NBC را در لس آنجلس رزرو کرد و بار دیگر در آنجا مستقر شد.  او در حال حاضر در سانتا مونیکا ، کالیفرنیا زندگی می کند اما بیشتر وقت خود را در سانفرانسیسکو و ساکرامنتو با دوستان نزدیک و خانواده اش می گذراند.  علاقه مند به ورزش اوونس همیشه وقت خود را برای تیم های منطقه بومی خود ، گلدن استیت واریورز ، 49ers ، و Sf Giants می گذارد.  از او نقل شده است كه معتقد است مناطق و فرهنگ هايي كه در آنها بزرگ شده در مجموع بهترين و متنوع ترين تجربياتي است كه تصور مي كرد.  آنها بنیاد بزرگی را برای نزدیک کردن به گستردگی جهان ارائه داده اند.
اونز کمی به زبان اسپانیایی صحبت می کند.